# 甘楽パーキングエリア
甘楽パーキングエリア（かんらパーキングエリア）は、群馬県甘楽郡甘楽町の上信越自動車道上にあるパーキングエリア (PA) である。スマートインターチェンジ (SIC) を併設する。

## 道路
- E18 上信越自動車道（2-1番）

## 施設

### 上り線（藤岡方面）
- 駐車場
  - 大型：30台
  - 小型：44台
  - 車椅子用
- トイレ
  - 男性：大6基（和式1基・洋式5基）・小11基
  - 女性：20基（和式4基・洋式16基）
    - 同伴の男児用：1基

  - 車椅子用：1基
- スナック (7:30 - 19:30)
- ショッピング (7:30 - 19:30)
- 自動販売機

エリアスタンプは富岡製糸場である。

### 下り線（長野・上越方面）
- 駐車場
  - 大型：30台
  - 小型：44台
  - 車椅子用
- トイレ
  - 男性：大6基（和式1基・洋式5基）・小11基
  - 女性：22基（和式4基・洋式18基）
    - 同伴の男児用：1基

  - 車椅子用：1基
- スナック (7:30 - 19:30)
- ショッピング (7:30 - 19:30)
- 自動販売機

エリアスタンプは小幡城址である。

### 甘楽スマートインターチェンジ

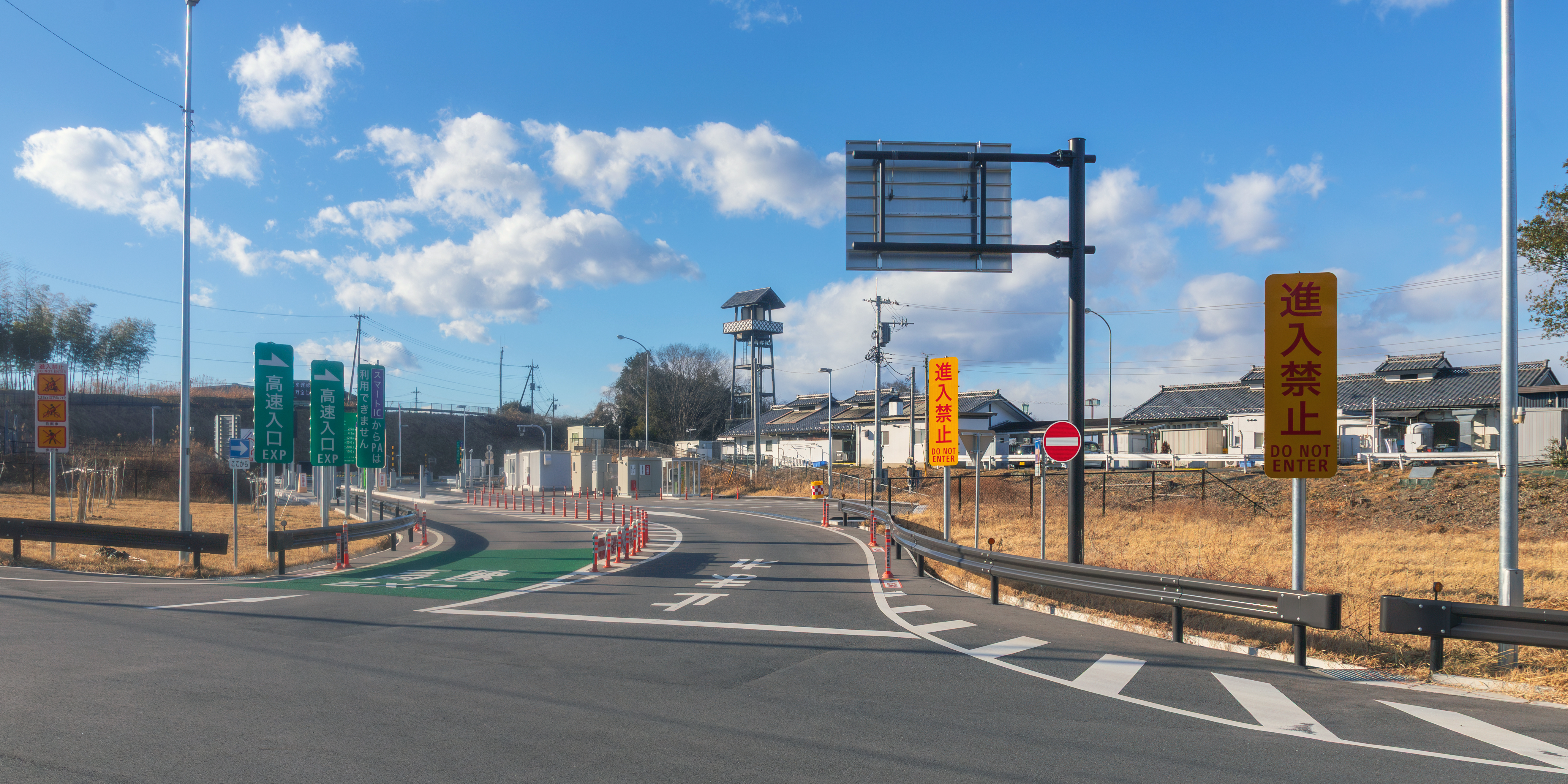
下り線SIC出入口

甘楽スマートインターチェンジ（かんらスマートインターチェンジ）は、甘楽PAに併設のスマートインターチェンジ (SIC) である。
利用可能車種はETC搭載の全車種で24時間運用。上下線ともに出入可となっている。下り線（上越方面）はPA利用後にSIC流出が可能だが、SIC流入の場合PAの利用はできない。上り線（藤岡方面）はSIC流出の場合PAの利用はできないが、SIC流入後のPA利用は可能である。

#### 接続する道路
直接連絡
- 町道甘楽PAスマートIC線[5]

間接連絡
- 群馬県道204号金井小幡線

#### 歴史
- 2017年（平成29年）7月21日：国土交通省より新規事業化[6][2]。
- 2022年（令和4年）7月28日：名称が「甘楽スマートIC」で正式決定となる[7]。
- 2023年（令和5年）3月25日：供用開始[8]。

## 隣
E18 上信越自動車道
(2) 吉井IC - (2-1) 甘楽PA/SIC - (3) 富岡IC